# اندیس نجفت (سرب و روی)
نجفت (سرب و روی) یک اندیس فلزی است که در حوالی شهر نطنز استان اصفهان قرار دارد و مادهٔ معدنی موجود در آن، سرب و روی است.  در این اندیس، پاراژنز‌های گالن، اسفالریت، بیریت یافت می‌شوند.